# Sulęcin
Sulęcinⓘ (em alemão: Zielenzig é um município no oeste da Polônia. Pertence à voivodia da Lubúsquia, condado de Sulęcin. É a sede da comuna urbano-rural de Sulęcin.
Estende-se por uma área de 8,6 km², com 9 850 habitantes, segundo o censo de 31 de dezembro de 2021, com uma densidade populacional de 1 145,3 hab./km².

## Toponímia
A origem do nome vem da família Sulęta (como os nomes Sulimir, Sulisław). Mencionado a partir do século XIII (1244 como Zulenche, 1286 Sulenzec, 1289 Sulenzhit, 1347 Zcullentzk, 1575 Zyllenzig).
O nome Suliencz também é mencionado nos Anais do Reino da Polônia escritos nos anos 1455–1480 pelo cronista polonês Jan Długosz. O historiador polonês Marcin Kromer também menciona a cidade como Suliniec. Em 1945 a forma Cielęcin foi usada oficialmente — esse nome também estava nos mapas poloneses do período entre guerras. O nome em sua forma atual foi aprovado administrativamente em 19 de maio de 1946.

## Localização
Segundo dados de 31 de dezembro de 2021, a área da cidade era de 8,6 km².
A cidade está localizada na voivodia da Lubúsquia, no vale do rio Varta, em seu afluente, o rio Postomia. A paisagem circundante é característica da Região dos lagos da Lubúsquia, nas proximidades do monte Bukowiec (227 m acima do nível do mar). A cidade grande mais próxima, a aproximadamente 45 quilômetros de distância, é Gorzów Wielkopolski. A linha ferroviária Rzepin-Międzyrzecz atravessa a cidade e está localizada a 16 km da autoestrada A2 Berlim-Poznań.
Sulęcin está situada na região histórica da Lubúsquia, na região conhecida como região de Torzym.
A cidade está situada a uma altitude de 70 a 120 metros acima do nível do mar.
Nos anos 1975–1998 a cidade pertenceu administrativamente à voivodia de Gorzów.

## História

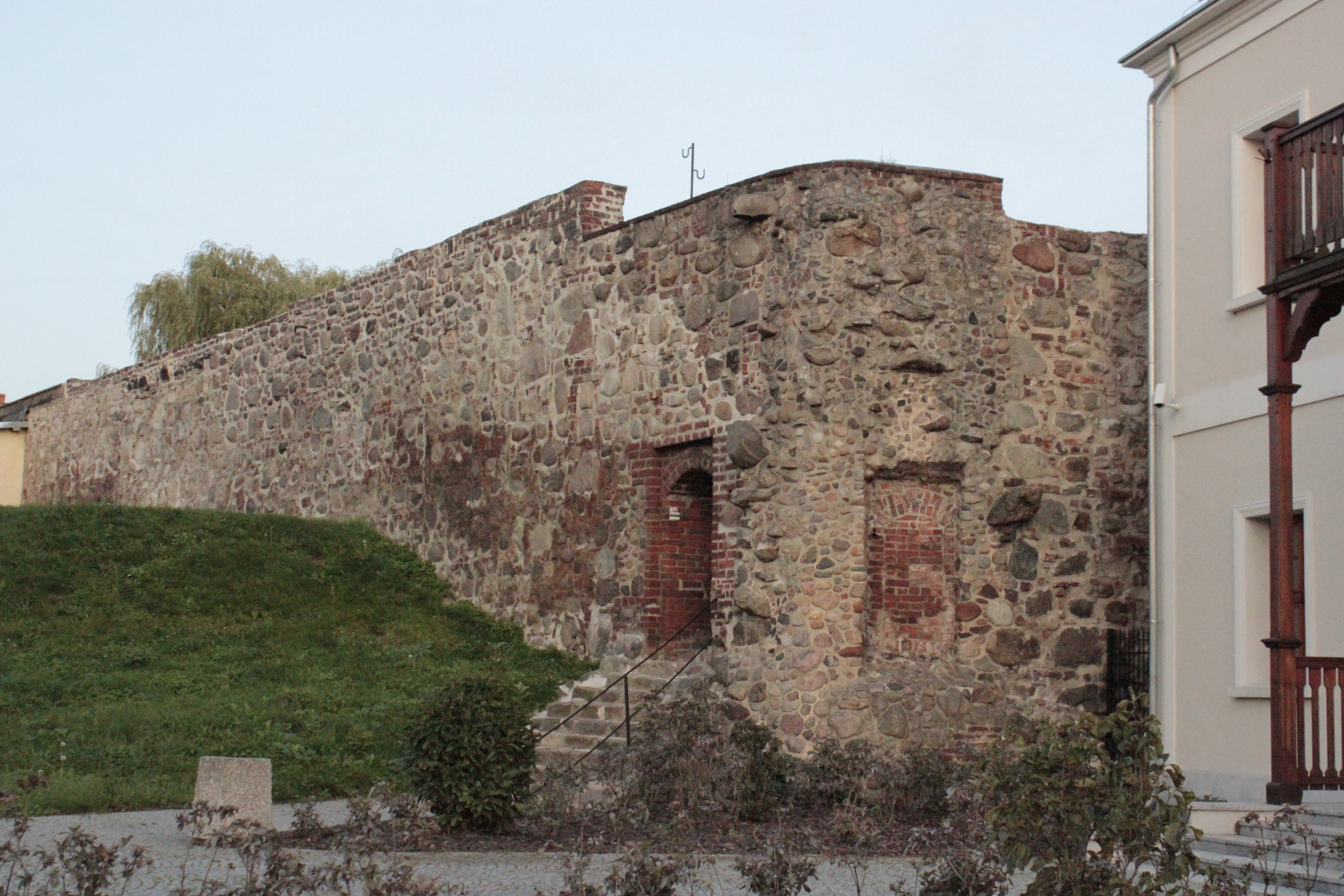
Muralhas defensivas do século XIV

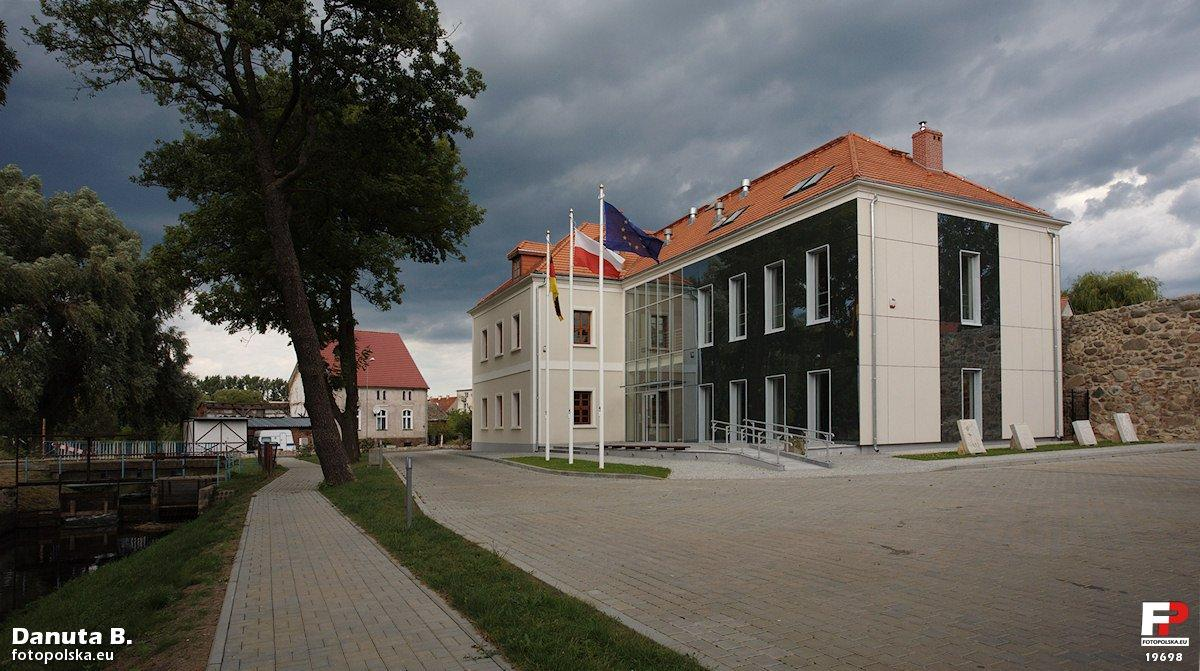
Casa da Ordem de Malta (século XVIII, XIX)

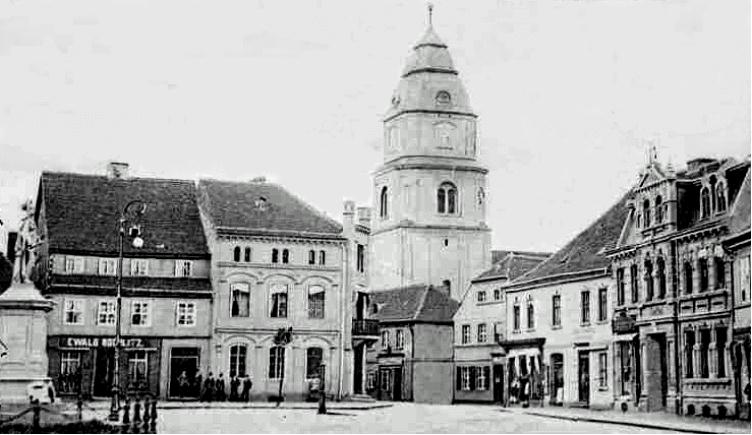
Sulęcin, 1905

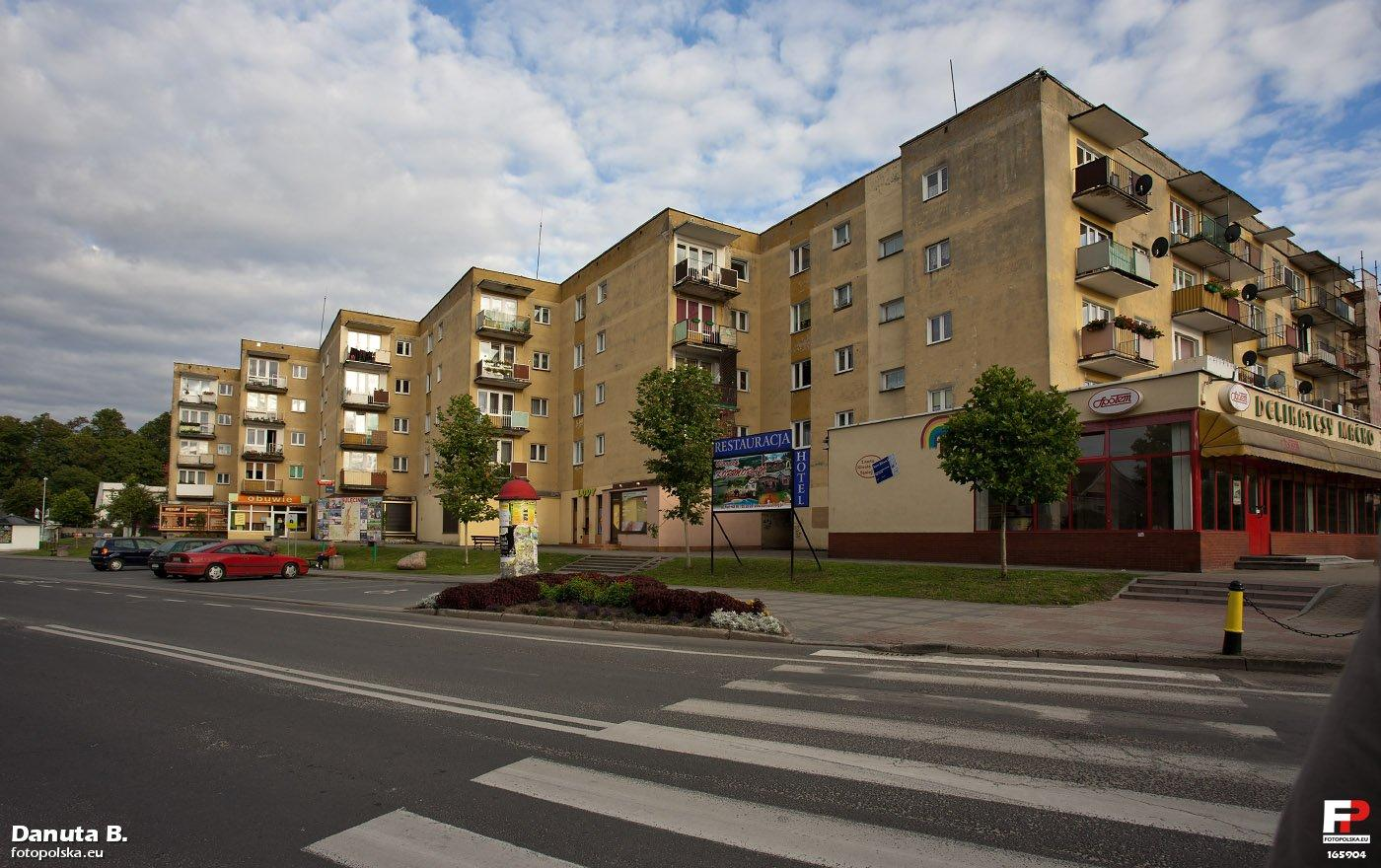
Blocos de apartamentos no centro de Sulęcin no lugar das casas destruídas em 1945

A cidade desenvolveu-se a partir de um assentamento mercantil eslavo no cruzamento de Frankfurt an der Oder — Poznań, Krosno Odrzańskie — Gorzów Wielkopolski. Até o século XII, estava sob o domínio dos duques Piastas da Silésia. Henrique I, o Barbudo, entregou a cidade e 10 aldeias a Mroczek de Pogorzela, que no que lhe concerne as entregou aos Cavaleiros Templários em 1244. Em 1258 ficou sob o domínio da Marca de Brandemburgo. Em 1269, Oto V, margrave de Brandemburgo construiu um castelo em Sulęcin. O domínio polonês chegou aqui novamente após a eclosão da guerra pelo domínio da região da Lubúsquia em 1319. As fronteiras do Ducado de Głogów chegaram aqui. Em 1322, o príncipe piasta Henrique IV, o Fiel, na vizinha Lubniewice, aprovou os direitos dos Cavaleiros Hospitalários à cidade e ao castelo com seus arredores. Eles governaram a cidade e arredores até 1810 — até a secularização. De 1373 a 1415, a cidade esteve sob o domínio da Coroa tcheca.
Em 1574 na cidade houve uma reunião da comitiva de Henrique III da França em Varsóvia com uma delegação de boas-vindas da nobreza polonesa. Em 1657, a expedição de retaliação de Estêvão Czarniecki contra a Marca de Brandemburgo passou pela cidade. Durante as Guerras Napoleônicas entre 1806 e 1812, a cidade esteve sob o controle francês.
Uma pessoa significativa no desenvolvimento da cidade entre 1918–1939 foi Karl Kaiser, proprietário da fábrica Elektromotoren Werke-Kaiser (atualmente operando apenas em Berlim), localizada no período entre guerras na saída para Torzym (mais tarde na área da fábrica de tratores agrícolas “Ursus”). Graças a ele, novos empregos foram criados, Karl Kaiser influenciou significativamente o desenvolvimento de Sulęcin ao construir muitas instalações públicas (incluindo instalações localizadas em Winna Góra — atualmente SOK e arredores, alguns edifícios de escritórios). O fundador e principal patrocinador da área de Sulęcin morreu no final da Segunda Guerra Mundial. Também é fato que Adolf Hitler era um visitante frequente da fábrica local e da Região Fortificada de Międzyrzecz localizada nas proximidades (visitas nos anos 1936–1940).
Em 2 de fevereiro de 1945, Sulęcin foi capturada após lutas pesadas pelas tropas da Primeira Frente Bielorrussa do Exército Vermelho. A cidade não foi destruída como resultado de operações militares, mas 50% dela foi destruída durante a permanência das tropas soviéticas, incendiando deliberadamente os edifícios mais importantes.
Após a guerra, a parte oriental da região da Lubúsquia, com Sulęcin, foi incorporada à Polônia. A população alemã da cidade foi deslocada para a Alemanha através do rio Óder.

## Demografia
Conforme os dados do Escritório Central de Estatística da Polônia (GUS) de 31 de dezembro de 2022, Sulęcin é uma cidade pequena com uma população de 9 818 habitantes (16.º lugar na voivodia da Lubúsquia e 396.º na Polônia), tem uma área de 8,56 km² (25.º lugar na voivodia da Lubúsquia e 656.º lugar na Polônia) e uma densidade populacional de 1 146,96 hab./km² (12.º lugar na voivodia da Lubúsquia e 262.º lugar na Polônia). Nos anos 2002–2021, o número de habitantes diminuiu 0,8%.
Os habitantes de Sulęcin constituem cerca de 28,37% da população do condado de Sulęcin, constituindo 1,00% da população da voivodia da Lubúsquia.
| Descrição                         | Total      | Total    | Mulheres   | Mulheres | Homens     | Homens   |
| --------------------------------- | ---------- | -------- | ---------- | -------- | ---------- | -------- |
| unidade                           | habitantes | %        | habitantes | %        | habitantes | %        |
| população                         | 9 818      | 100      | 5 044      | 51,4     | 4 774      | 48,6     |
| superfície                        | 8,56 km²   | 8,56 km² | 8,56 km²   | 8,56 km² | 8,56 km²   | 8,56 km² |
| densidade populacional (hab./km²) | 1 146,96   | 1 146,96 | 589,54     | 589,54   | 557,42     | 557,42   |

## Clima
Conforme a classificação climática de Köppen-Geiger, Sulęcin situa-se na zona Cfb − clima temperado oceânico. Na cidade de Sulęcin, a temperatura média anual é de 9,8° C. Nesta área, a precipitação média anual é de 700 mm. Está localizada no Hemisfério Norte. Os meses de verão são: junho, julho, agosto, setembro. O mês mais seco é fevereiro, com 44 mm de precipitação. O mês mais quente do ano é julho, com temperatura média de 19,6 °C. A temperatura média mais baixa do ano ocorre em janeiro e é de aproximadamente -0,2 °C.
A diferença de precipitação entre o mês mais seco e o mais úmido é de 44 mm. A variação de temperatura durante o ano é de 19,9 °C. O mês com a maior umidade relativa é novembro (86%). O mês com a menor umidade relativa é junho (62%). O mês com o maior número de dias de chuva é julho (9 dias). O mês com o menor número é fevereiro (7 dias).
| Dados climatológicos para Sulęcin | Dados climatológicos para Sulęcin | Dados climatológicos para Sulęcin | Dados climatológicos para Sulęcin | Dados climatológicos para Sulęcin | Dados climatológicos para Sulęcin | Dados climatológicos para Sulęcin | Dados climatológicos para Sulęcin | Dados climatológicos para Sulęcin | Dados climatológicos para Sulęcin | Dados climatológicos para Sulęcin | Dados climatológicos para Sulęcin | Dados climatológicos para Sulęcin | Dados climatológicos para Sulęcin |
| Mês | Jan                               | Fev                               | Mar                               | Abr                               | Mai                               | Jun                               | Jul                               | Ago                               | Set                               | Out                               | Nov                               | Dez                               | Ano                               |
| --- | --------------------------------- | --------------------------------- | --------------------------------- | --------------------------------- | --------------------------------- | --------------------------------- | --------------------------------- | --------------------------------- | --------------------------------- | --------------------------------- | --------------------------------- | --------------------------------- | --------------------------------- |
| Temperatura máxima média (°C) | 2,0                               | 3,6                               | 7,6                               | 14,0                              | 18,9                              | 22,0                              | 23,7                              | 23,5                              | 18,9                              | 13,2                              | 7,5                               | 3,5                               | 13,2                              |
| Temperatura média (°C) | −0,2                              | 0,8                               | 4,0                               | 9,5                               | 14,4                              | 17,8                              | 19,6                              | 19,3                              | 15,0                              | 10,0                              | 5,2                               | 1,7                               | 9,8                               |
| Temperatura mínima média (°C) | −2,5                              | −1,9                              | 0,5                               | 4,7                               | 9,5                               | 13,0                              | 15,3                              | 15,0                              | 11,3                              | 7,1                               | 3,0                               | −0,2                              | 6,2                               |
| Precipitação (mm) | 56                                | 44                                | 55                                | 44                                | 62                                | 68                                | 88                                | 71                                | 56                                | 49                                | 51                                | 56                                | 700                               |
| Dias com chuva | 9                                 | 7                                 | 9                                 | 7                                 | 8                                 | 8                                 | 9                                 | 9                                 | 8                                 | 8                                 | 8                                 | 9                                 | 99                                |
| Umidade relativa (%) | 84                                | 81                                | 76                                | 66                                | 63                                | 62                                | 65                                | 65                                | 72                                | 79                                | 86                                | 84                                | 73,6                              |
| Insolação (h) | 2,7                               | 3,8                               | 5,5                               | 8,8                               | 10,3                              | 11,0                              | 11,0                              | 10,1                              | 7,4                               | 5,0                               | 3,4                               | 2,6                               | 81,6                              |
| Fonte: Climate-Data.org Dados: 1991−2021: temperatura mínima (°C), temperatura máxima (°C), precipitação (mm), umidade, dias chuvosos. Dados: 1999−2019: horas de sol |                                   |                                   |                                   |                                   |                                   |                                   |                                   |                                   |                                   |                                   |                                   |                                   |                                   |

## Monumentos históricos

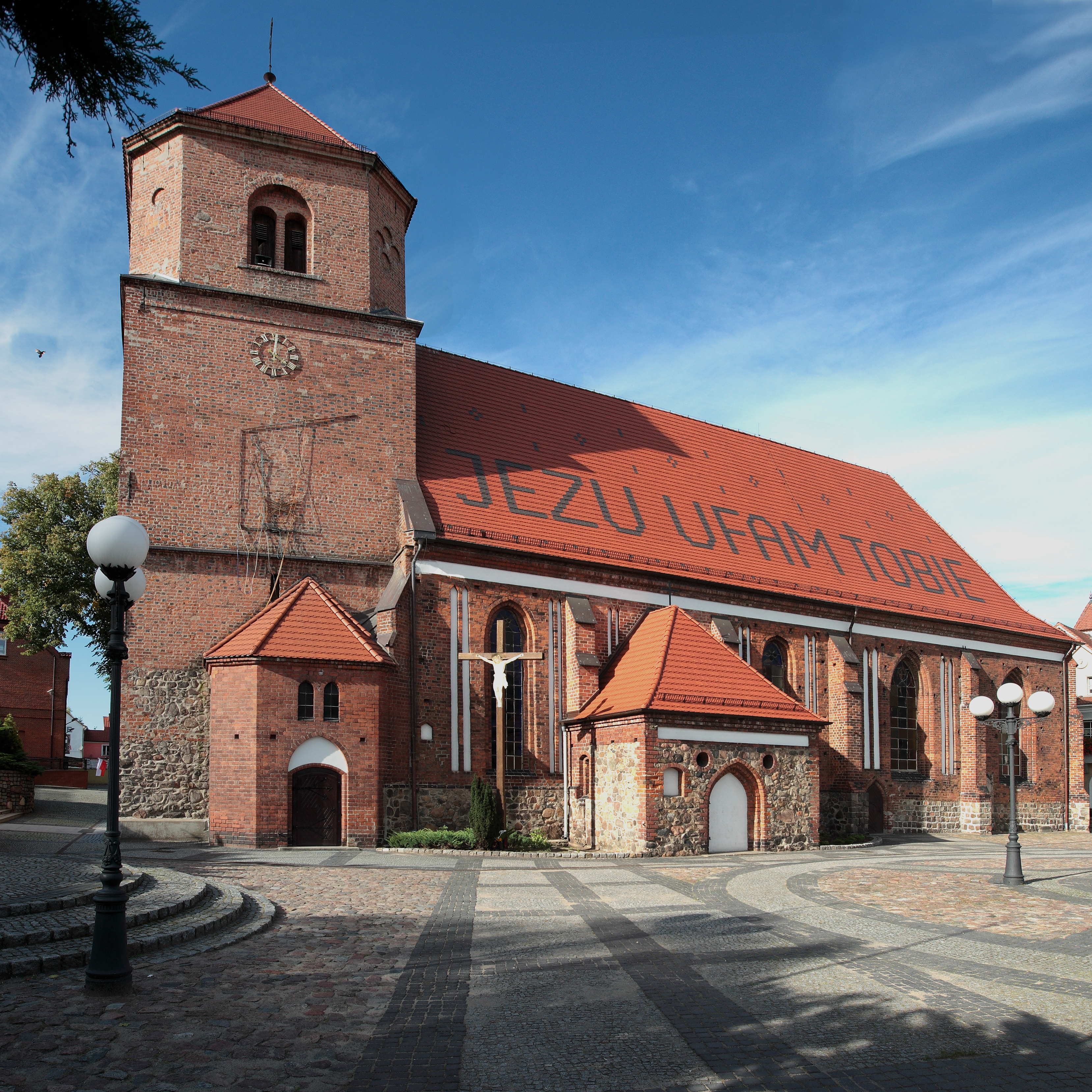
Igreja de São Nicolau (XIII, 2.ª metade do século XIV, 1951)

Estão inscritos no registro provincial de monumentos:
- Área da cidade
- Igreja filial de São Nicolau, gótico do século XIII, de meados do século XIV, 1951
- Muralhas defensivas, fragmentos medievais do século XIV
- Casas, praça Czarnecki n.º 12, 15, de meados do século XIX; n.º 13 de 1771
- Casa da Ordem de Malta, rua Młynarska 1, dos séculos XVIII/XIX

Outros monumentos:
- Cemitério judeu
- Igreja paroquial rua Henryka, neogótico do século XIX.

## Transportes

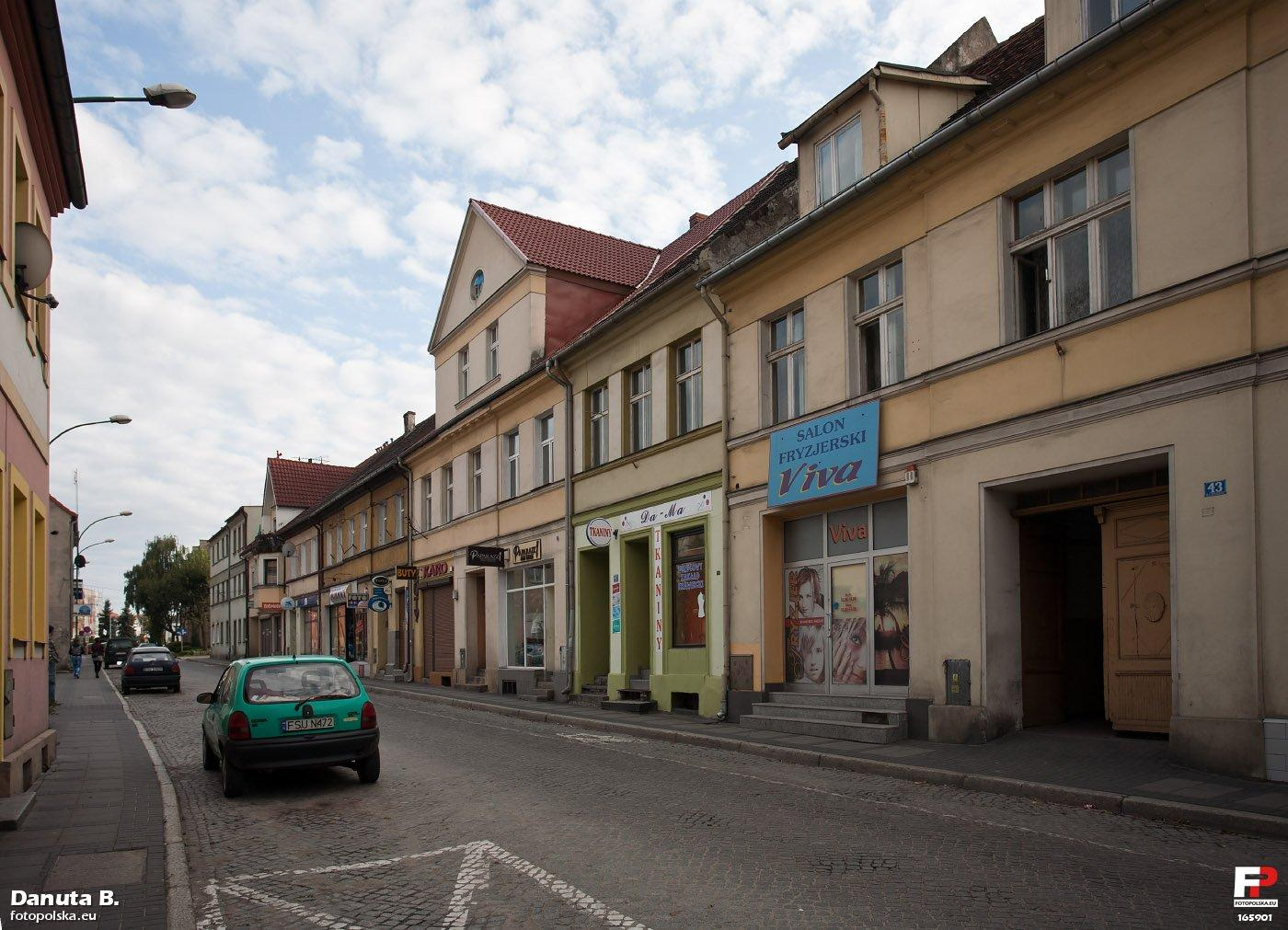
Rua Kościuszko, vista para o sul

As seguintes estradas provinciais atravessam a cidade:
- DW137 — Słubice—Ośno Lubuskie—Sulęcin—Międzyrzecz—Trzciel,
- DW138 — Gubin—Torzym—Sulęcin—Trzebów—estrada nacional n.º DK22.

Existem ligações diretas de ônibus para Poznań, Szczecin, Gorzów Wielkopolski, Zielona Góra e ligações ferroviárias para Rzepin e Międzyrzecz.
Em 2013, na rua Witos, um heliponto sanitário foi colocado em uso.

## Educação

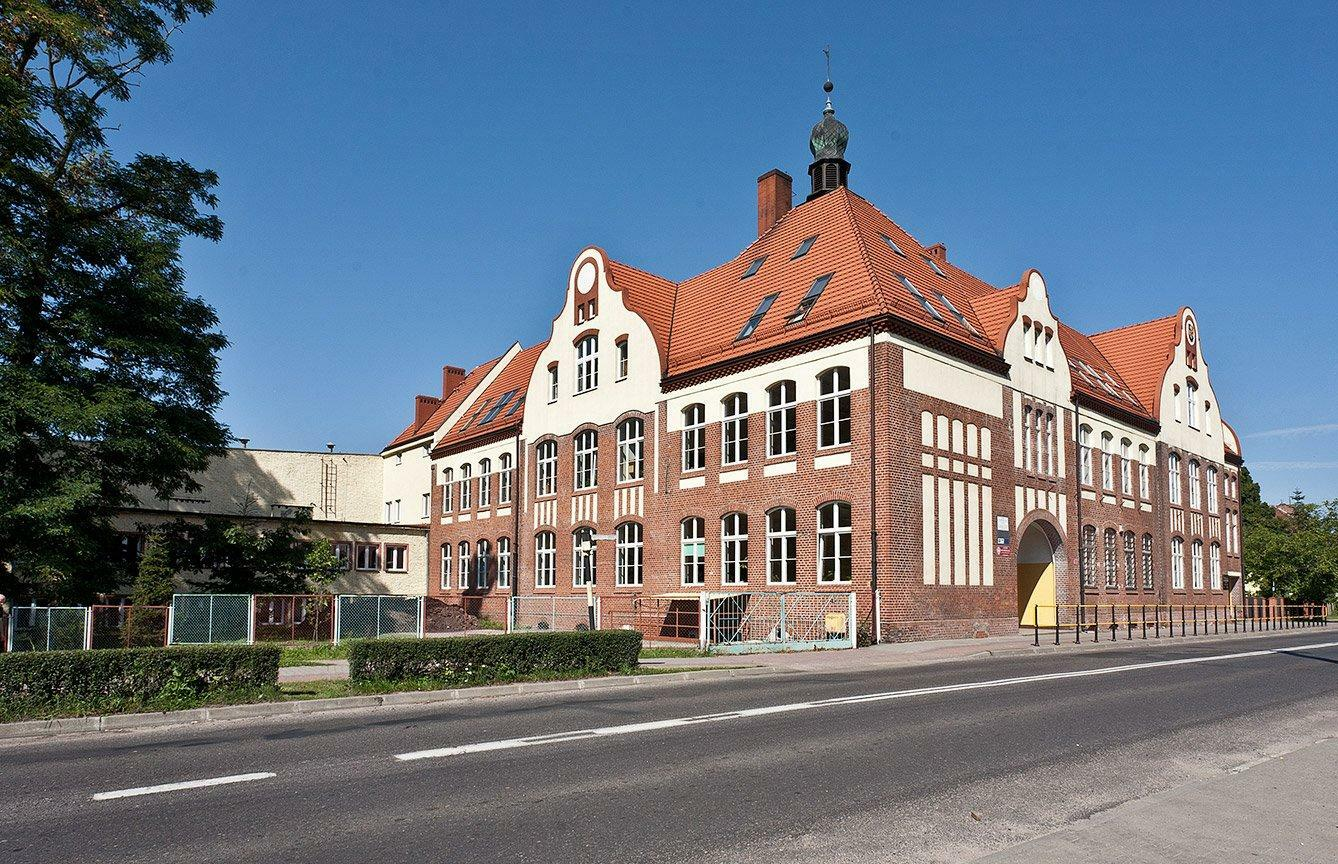
Escola secundária Adam Mickiewicz

- Escola primária n.º 1 João Paulo II
- Escola primária n.º 2 Polskich Olimpijczyków
- Complexo de escolas secundárias e profissionais
- Escola secundária geral n.º 1 Adam Mickiewicz
- Jardim de infância n.º 1 Małego Przyrodnika
- Jardim de infância n.º 2 Małych Odkrywców

## Esportes
- Sociedade de Voleibol de Sulęcin “Olimpia” Sulęcin joga na 1.ª liga de voleibol masculino
- Esporte Clube Municipal “Stal” Sulęcin — um clube de futebol fundado em 1954, que joga na temporada 2023/2024 na 4.ª liga da Lubúsquia.[16] Os jogos em casa são disputados no Estádio Municipal Stanisław Ozog na rua Moniuszki 2 com capacidade para mil espectadores. Há também uma seção de badminton.
- Estádio Municipal Stanisław Ozog

## Comunidades religiosas
- Igreja Católica de Rito Latino:
  - Paróquia da igreja de Santo Henrique[17]
- Testemunhas de Jeová:
  - Congregação, Salão do Reino